# Hater
Hater é uma banda de rock americana formada em Seattle, Washington em 1993. A banda foi primeiramente formada como um projeto paralelo de Ben Shepherd, baixista do Soundgarden. Outros integrantes incluem o baterista do Soundgarden, Matt Cameron e o guitarrista do Monster Magnet, John McBain. Além do baixista John Waterman (no primeiro álbum), vocalista Brian Wood e o baixista Alan Davis (no segundo álbum).

## História
Em 1993, Ben Shepherd e Matt Cameron, baixista e baterista do Soundgarden, respectivamente, formaram um projeto paralelo com o nome de Hater. A dupla se juntou ao guitarrista John McBain (que, na época, era guitarrista do Monster Magnet). O som da banda era um rock de garagem bastante psicodélico, com bastante influência de The Stooges. Shepherd é vocalista e guitarrista no Hater, e também compôs as primeiras letras para o primeiro álbum do Hater, com o nome da banda, onde foi lançado em 21 de Setembro de 1993 pela A&M Records. o site Allmusic diz: "Those expecting a Soundgarden-esque hard rock album were caught off guard by Hater's penchant for garage rock and classic rock sounds." (Aqueles que esperavam um álbum de Hard rock a lá Soundgarden foram pegos de surpresa pelo som de rock de garagem e rock clássico do Hater)
A banda contribuiu com uma canção chamada Convicted para a coletânea Hempilation: Freedom Is NORML. Além de Shepherd, Cameron e McBain, entrou para a banda o baixista Alan Davis. Com essa formação, a banda grava seu segundo álbum em 1995 e logo depois, começam uma turnê ao lado do Soundgarden, que estava na turnê para promover seu álbum Superunknown. O álbum, porém, foi adiado.
Durante o longo hiato, Shepherd conseguiu encontrar tempo para terminar as faixas para o segundo álbum do Hater entre as suas colaborações no Wellwater Conspiracy (outro projeto paralelo com Cameron e McBain), a banda solo de Mark Lanegan, dentre outros. Em 1997, depois do Hater se separar, McBain participa do primeiro Desert Sessions, projeto paralelo de Josh Homme, vocalista do Queens of the Stone Age. Cameron se tornou o baterista do Pearl Jam em 1998. Cameron e McBain mantiveram o Wellwater Conspiracy como um projeto paralelo permanente.
O segundo álbum do Hater, chamado The 2nd foi finalmente lançado em 26 de Abril de 2005, pela gravadora Burn Burn Burn. O site Allmusic descreve o álbum como "quite comparable to the group's first release" (bastante comparável ao primeiro lançamento do grupo) e que contém "loose n' fun garage rockers." (Diversão rolando à solta entre rockeiros de garagem.). Em 2005, Shepherd decide reformar o Hater, recrutando o baixista Andrew Church, guitarrista Bubba Dupree e baterista Andy Duvall para fazer uma turnê promovendo The 2nd, logo depois do lançamento. Em 30 de Setembro de 2008, Shepherd e Cameron decidem reformar o Hater mais uma vez para um show no Tractor Cavern em Seattle.

## Integrantes
- Ben Shepherd - guitarra, vocais (1993-1997, 2005, 2008)
- John McBain - guitarra (1993-1997)
- John Waterman - baixo (1993-1995)
- Matt Cameron - bateria, vocais (1993-1997, 2008)
- Brian Wood - vocais (1993-1995)
- Alan Davis - baixo (1995-1997)
- Andrew Church - baixo (2005)
- Bubba Dupree - guitarra (2005)
- Andy Duvall - bateria (2005)

## Discografia

### Álbuns de estúdio
- Hater (1993, A&M Records)
- The 2nd (2005, Burn Burn Burn)

### Singles
- Who Do I Kill? (Do álbum Hater, 1993)
- Circles (Do álbum Hater, 1993)

### Outras aparições
- Convicted em Hempilation: Freedom Is NORML (1995, Capricorn Records)